# Aleksandr Vasilevskij
Aleksandr Mikhajlovitj Vasiljevskij (russisk: Алекса́ндр Миха́йлович Василе́вский; født 30. september 1895 i Vitjuga, død 5. december 1977 i Moskva) var en russisk (sovjetisk) general (marskal fra 1943). Mest kendt for at være chef for den sovjetiske generalstab under 2. verdenskrig. Som stabschef var Vasiljevskij ansvarlig for planlægning og koordinering af næsten alle afgørende sovjetiske offensiver, fra slaget om Moskva i 1941 til angrebet på Østpreussen og Königsberg i 1945.

## Karriere
Aleksandr Vasiljevskij begyndte sin militære karriere under 1. verdenskrig. I 1917 nåede han graden kaptajn. I begyndelsen af oktoberrevolutionen kom han til Den Røde Hær og deltog i borgerkrigen i Rusland og i den polsk-sovjetiske krig. Efter borgerkrigen steg han hurtigt i graderne og fik kommandoen over et regiment i 1930. I denne stilling viste han store kundskaber i organisation og træning af sine tropper. Vasiljevskijs evner blev der lagt mærke til, og derfor blev han i 1931 medlem af direktoratet for militær træning. I 1937 blev han forfremmet til medlem af generalstaben.
Ved Tysklands angreb på Sovjetunionen i 1941 (Operation Barbarossa) arbejdede Vasilevskij med koordinering af Moskvas forsvar og med udførelsen af modangrebet i december 1941. Under krigen på østfronten var han aktiv i koordineringen og udførelsen af en række af de større sovjetiske felttog. I juli 1945 blev han udnævnt til øverstkommanderende for de sovjetiske styrker i Fjernøsten og var med til at modtage Japans kapitulation. Efter krigen blev han forsvarsminister, en stilling han beholdt til Stalins død i 1953. Ved Nikita Khrusjtjovs overtagelse af magten blev Vasilevskij forbigået og pensioneret.
Ved sin død blev han begravet ved Kreml som en anerkendelse af hans indsats for landet.

## Eksterne links
- Wikimedia Commons har flere filer relateret til Aleksandr Vasilevskij

1. ↑  Navnet er anført på engelsk og stammer fra Wikidata hvor navnet endnu ikke findes på dansk.
2. ↑  Navnet er anført på engelsk og stammer fra Wikidata hvor navnet endnu ikke findes på dansk.